# جک بوردیت
جک بوردیت (انگلیسی: Jack Burditt؛ زادهٔ) تهیه‌کننده تلویزیونی، فیلم‌نامه‌نویس اهل ایالات متحده آمریکا است.